# Сталінка (роман)
«Сталінка» — роман сучасного українського письменника Олеся Ульяненка, написаний 1994 року, за який 1997 року автор отримав малу Шевченківську премію. Перше книжкове видання здійснило видавництво «Кальварія» 2000 року. Попри те, що роман є найвідомішим твором Ульяненка, і, за власним визнанням письменника, «подарував нового героя» українській літературі, автор не вважав його найкращою своєю роботою.

## Анотація
Автор малює життя в божевільні, де люди перетворюються на рослини. Але не всі. Головний герой Йона намагається втекти на волю, але що таке воля в «країні вічних дурнів і катів»? Хаос, обман, розпуста… І тільки віра в Бога допомагає людині вистояти в цьому божевільному світі. «Сталінка» представляє людей, котрі ведуть «рослинний спосіб життя», їхні цінності знівельовані, а самі вони постають позбавленими контактів із зовнішнім світом і приреченими на вмирання «людськими рештками». Побут у стінах сталінки — гнітючий і жорстокий, тваринний, це — вмістилище збоченого і невиліковного суспільства.

## Назва роману
Роман названо на честь історичної місцевості Києва, в якій відбувається дія роману. Назву «Сталінка» ця місцевість носила з середини 1920-х до початку 1960-х років (на честь Йосипа Сталіна, цей топонім офіційно вживався до початку 1960-х років, а неофіційно — й понині). Сучасна назва — Деміївка.

## Зміст і проблематика роману
У романі відтворено сучасний некрофілічний стан суспільства, показано людей, позбавлених будь-яких цінностей, які ведуть рослинний спосіб життя. В творі представлено долі відмерлих «людських рештків». Всі дійові особи «Сталінки» мовби закриті, ізольовані від зовнішнього світу, приречені на поодиноке вимирання. Навіть важко уявити їх у контактних зв'язках зі світом зовнішнім. Герої, кинуті на суспільне дно, живуть і гинуть лише фізично, про духовність їм взагалі нічого не відомо, вона для них фактично не існує, і, власне, цим вони й викликають до себе велике співчуття, а смерть їхня бачиться чи не єдиним порятунком і визволенням. Та серед суцільних червоно-чорних кольорів у творі яскравим сонячним промінням видаються одинокі епізоди в житті героїв, описані з неймовірним теплом і ліризмом, які ще сильніше дисонують із похмурим масивом подій.
Герой роману Йона втікає з божевільні, уособлюючи те людське, що змушує його втекти, вирватись за рамки суспільного розкладу. Йона — це таке собі ясне сонце, яке повільно, але все ж таки сходить у царстві поганства.
Проте, вирвавшись на свободу, вдихнувши вільного вітру, Йона не може по-справжньому вивільнитись, він приречений нести нелегкий хрест вивільнення і страждань.
Зустрівши жінку, Йона ніби на мить трансформується у те, до чого підсвідомо прагне, відчуває найвищу мить відвертості. «Там страшно було?» — «Де?» — «Там». Пожував білу шкоринку хліба, обтер пролите вино на підборідді і враз схаменувся, що на його відповідь чекають: «Це, мадам, як серед ночі болять усі тридцять два зуби і навкруг пустка, степ і нема лікаря…». В мить споріднення із жінкою Йона знаходить краплю Господнього тепла, хоч уже здавалось, що втрачено все, відкривається власним єством.
Поряд із зображенням поневірянь Йони описано розпусницьке, дике життя в стінах сталінки, що, ніби виступає якимсь невідомим диспансерером для невиліковного суспільства, тримає в своїх межах усе найбільше зло. І дечим Йона нагадує Ісуса Христа, що страждає, несе кару за всіх отих «горіків піскарьових». «Йона сторожко слухав місто… „Хто не бачив світла, той не був у темряві“. — Хто жив у темряві, той бачив світло»… Символічним є зображення наприкінці роману баби у вікні, яка молиться, — це така собі ікона на стінах Сталінки, що втілює собою віру в духовне переродження людини.
Роман «Сталінка» змальовує всю ту содоміаду, яку так часто не хочуть помічати інші українські письменники, віддаючи перевагу офісно-рекламному «милу» і любовній «слині».
За власним переконанням Ульяненка, через «Сталінку» він «подарував нового героя» українській літературі.

## Стиль та мова роману
У своїй рецензії на роман «Сталінка» Андрій Омельницький порівнює Ульяненка з Селіном та Достоєвським, називає «совістю української літератури», що вміє дивитися на світ безсторонньо, а також мудрим життєписцем темної сторони медалі, який, стиснувши зуби (як його Йона), не полишав вірити у переродження людини, її духовну вивищеність. Ульяненко поміж рядків ховає шанс на спасіння для головного героя, на воскресіння, вказує шлях переродження. "Йона повернув голову, топлячи погляд у кушпелінні людського потоку, над яким здіймалася грибоподібна хмара: наче вперше побачив туман, що огортав білі колони, ліплені фасади будинків з алебастровими янголами; тихі сквери, що знову ставали затишними скверами; від цього йому навіть трохи покаламутніло в очах — «Осінь, проте не зима…».
Письменник Андрій Курков так охарактеризував твори Ульяненка та «Сталінку» зокрема: «Популярними бестселерами вони ніколи не будуть, адже це романи без хеппі-енду, без позитивного героя. Це романи, які не дають надію, а відбирають її. Масовий читач боїться таких романів, адже вони не даватимуть йому спати — він буде розплачуватися за їх прочитання двома-трьома безсонними ночами або двома пляшками випитої горілки.»
У «Сталінці» приваблює і плетиво самої прози, шалені переходи і перепади тональності та настроїв. Ульяненко тут тонко відтворює нервову, порвану й галюцинаційну дійсність, і його художнє слово немовби зливається з реальним світом, стає органічною цілісністю.
Критик Богдан Пастух виводить художню формулу роману: «потік свідомості», який у випадку «Сталінки» є доступним для не філолога, дає естетичне поглиблення художнього письма, а кримінальна тематика, надзвичайно актуальна та недостатньо розкрита в сучасній українській літературі на час написання роману, дає вихід на доволі широку аудиторію.
Також роман характеризується вживанням рідкісної української лексики на кшталт «гирун», «тирлуватись», «кушпелінь», «ханька», «мантачити», яку неможливо знайти навіть у словниках.

### Критика. Звинувачення у «чорнусі»
Критики Олеся Ульяненка та роману «Сталінка» неодноразово називали його творчість «чорнухою». Причинами такого таврування є зображення еротики, жорстокості, епатажних прийомів. Письменник з таким визначенням власних книжок не погоджується: «Я пишу про життя так, як бачу його насправді. Намагаюсь показати темні сторони суспільства, щоб довести людям, що так жити не слід».
Його проза — симбіоз обраної, високохудожньої, майстерної літератури зі згаданою «чорнухою». Ульяненко як ніхто інший здатен в одному творі поєднати класичну письменницьку мову, віртуозний стиль та привабливу сюжетну лінію з героями, що вражають своєю ницістю та моральною потворністю: шльондрами, маніяками, вурками, кримінальними авторитетами. Починаючи зі «Сталінки», цю рису мають усі його літературні твори.
1997 року в зв'язку з врученням Ульяненку Шевченківської премії «Сталінку» знову почали закидати «чорнуху». На думку Богдана Пастуха це пов'язано з естетизацією в тексті криміналу (задоволення/катарсис від споглядання потворного) та проникненням у літературу нового типу героя, «андеґраундної» людини, з усіма прикметними для її типу рисами: одяг, поведінка, розмова (не завжди цензурна).

## Мала Шевченківська премія
У 1997 році несподівано для нього самого, з подачі Павла Загребельного, Олесь Ульяненко отримує Малу Державну премію України імені Тараса Шевченка за роман «Сталінка».
На думку письменника нагорода була заслуженою та принесла зміни в його життя. Він іронічно зауважує, що після неї став не просто «киевским писателем», а й відомішим у «провінції». За його словами в нього також з'явилося більше ворогів, які навіть зверталися до Президента Леоніда Кучми з проханням відкликати нагороду, а самого Ульяненка спонукали від неї відмовитися. Письменника такий стан речей не надто пригнічував: «кожна нормальна людина повинна мати ворогів, це закон». Також Ульяненко вважав, що завдяки Шевченківській премії йому набагато легше вдалося отримати квартиру: «Просто смішно було дивитися: мені роками не давали ту квартиру, а тут ніби „сим-сим, откройся!“» — двері відчинялися одні за одними, ні черги, ні жодних перепон."

## Адаптація «Сталінки» під кіносценарій та плагіат у фільмі «Піжмурки»
Олесь Ульяненко спільно з Володимиром Тихим написали за «Сталінкою» сценарій, повністю її переробивши. За словами Ульяненка «власне, від „Сталінки“ там лишилася сама назва та імена героїв, а ситуації, ходи, дії ми всі змінили». Проте остаточний варіант виявився надто дорогим для постановки.
Після завершення роботи над сценарієм Тихий дав його для ознайомлення російському продюсеру Сергію Сельянову. Той похвалив роботу, але сказав, що тема застаріла. За якийсь час вийшов російський фільм «Піжмурки», спродюсований Сельяновим, який, за словами Ульяненка, був плагіатом їхнього з Тихим сценарію.
Подібна ситуація виникла й з іще однією роботою Ульяненка, «Хрест на Сатурні», синопсис якої теж незаконно використали під час створення серіалу в Москві.